# Органы СНГ
Высшим органом Содружества Независимых Государств является Совет глав государств СНГ, в котором представлены все государства-члены и который обсуждает и решает принципиальные вопросы, связанные с деятельностью организации. Совет глав государств собирается на заседания два раза в год. Совет глав правительств СНГ координирует сотрудничество органов исполнительной власти государств-членов в экономической, социальной и иных областях общих интересов. Собирается четыре раза в год. Все решения как в Совете глав государств, так и в Совете глав правительств, принимаются на основе консенсуса. Главы двух этих органов СНГ председательствуют поочерёдно в порядке русского алфавита названий государств-членов Содружества.

## Список органов СНГ
- Антитеррористический центр государств – участников СНГ
- Бюро по координации борьбы с организованной преступностью и иными опасными видами преступлений на территории государств — участников СНГ
- Деловой центр экономического развития СНГ
- Исполнительный комитет СНГ
- Комиссия государств — участников СНГ по использованию атомной энергии в мирных целях
- Комитет по делам воинов-интернационалистов при Совете глав правительств государств — участников Содружества
- Консультативный комитет руководителей правовых служб министерств иностранных дел государств — участников СНГ
- Консультативный совет по поддержке и развитию малого предпринимательства в государствах — участниках СНГ
- Консультативный Совет по труду, миграции и социальной защите населения государств — участников СНГ
- Консультативный совет руководителей государственных архивных служб государств — участников СНГ
- Консультативный совет руководителей органов государственной (исполнительной) власти, осуществляющих управление государственными материальными резервами в государствах — участниках СНГ
- Координационное транспортное совещание СНГ
- Координационный совет генеральных прокуроров государств — участников СНГ
- Координационный совет государств — участников СНГ по информатизации
- Координационный совет Международного союза «Содружество общественных организаций ветеранов (пенсионеров) независимых государств»
- Координационный Совет Межправительственной фельдъегерской связи
- Координационный совет по бухгалтерскому учету при Исполнительном комитете СНГ
- Координационный совет руководителей налоговых служб государств — участников СНГ
- Координационный совет руководителей органов налоговых (финансовых) расследований государств — участников СНГ
- Лизинговая конфедерация (союз) СНГ
- Межгосударственный авиационный комитет (МАК)
- Межгосударственная телерадиокомпания «Мир»
- Межгосударственный банк
- Межгосударственный валютный комитет (МВК)
- Финансово-банковский совет СНГ
- Межгосударственный Координационный Совет МТРК «Мир»
- Межгосударственный координационный совет по научно-технической информации
- Межгосударственный координационный совет руководителей органов страхового надзора государств — участников СНГ
- Межгосударственный совет «Радионавигация»
- Межгосударственный совет по антимонопольной политике
- Межгосударственный совет по вопросам охраны промышленной собственности
- Межгосударственный совет по выставочно-ярмарочной и конгрессной деятельности СНГ
- Межгосударственный совет по геодезии, картографии, кадастру и дистанционному зондированию Земли
- Межгосударственный совет по гидрометеорологии СНГ
- Межгосударственный совет по космосу
- Межгосударственный совет по промышленной безопасности
- Межгосударственный совет по сотрудничеству в научно-технической и инновационной сферах
- Межгосударственный совет по сотрудничеству в области периодической печати, книгоиздания, книгораспространения и полиграфии
- Межгосударственный совет по стандартизации, метрологии и сертификации
- Межгосударственный совет по чрезвычайным ситуациям природного и техногенного характера
- Межгосударственный совет руководителей высших органов финансового контроля государств — участников СНГ
- Межгосударственный совет руководителей министерств и ведомств по сотрудничеству в области машиностроения
- Межгосударственный статистический комитет СНГ[5]
- Межгосударственный фонд гуманитарного сотрудничества государств — участников СНГ
- Межгосударственный экологический совет
- Международная академия виноградарства и виноделия
- Международная ассоциация бирж стран СНГ (МАБ СНГ)
- Международный агропромышленный союз (Союзагро)
- Международный союз общественных объединений «Союз добровольных обществ содействия армии, авиации и флоту СНГ»
- Межпарламентская Ассамблея государств – участников СНГ
- Межправительственный координационный совет по вопросам семеноводства СНГ
- Межправительственный совет дорожников
- Межправительственный совет по вопросам агропромышленного комплекса СНГ
- Межправительственный совет по лесопромышленному комплексу и лесному хозяйству
- Межправительственный совет по нефти и газу
- Межправительственный совет по разведке, использованию и охране недр
- Межправительственный совет по сотрудничеству в области ветеринарии
- Межправительственный совет по сотрудничеству в области химии и нефтехимии
- Межправительственный совет по сотрудничеству в строительной деятельности
- Региональное содружество в области связи
- Секция по межбиблиотечному абонементу государств — участников СНГ
- Совет глав государств СНГ
- Совет глав правительств СНГ
- Совет командующих Пограничными войсками
- Совет министров внутренних дел государств — участников СНГ
- Совет министров иностранных дел СНГ
- Совет министров обороны СНГ
- Совет министров юстиции государств — участников СНГ
- Совет по авиации и использованию воздушного пространства
- Совет по гуманитарному сотрудничеству государств — участников СНГ
- Совет по делам молодежи государств — участников СНГ
- Совет по железнодорожному транспорту государств — участников Содружества
- Совет по культурному сотрудничеству государств — участников СНГ
- Совет по межрегиональному и приграничному сотрудничеству государств — участников СНГ
- Совет по сотрудничеству в области здравоохранения СНГ
- Совет по сотрудничеству в области образования государств — участников СНГ
- Совет по туризму государств — участников Соглашения о сотрудничестве в области туризма
- Совет по физической культуре и спорту участников Соглашения о сотрудничестве в области физической культуры и спорта государств — участников СНГ
- Совет постоянных полномочных представителей государств — участников Содружества при уставных и других органах Содружества
- Совет председателей высших арбитражных, хозяйственных, экономических и других судов, разрешающих дела по спорам в сфере экономики
- Совет руководителей государственных и общественных телерадиоорганизаций государств — участников СНГ
- Совет руководителей государственных информационных агентств СНГ (Информсовет)
- Совет руководителей государственных органов по регулированию рынков ценных бумаг государств — участников СНГ
- Совет руководителей миграционных органов государств — участников СНГ
- Совет руководителей органов безопасности и специальных служб государств — участников СНГ
- Совет руководителей статистических служб государств — участников Содружества
- Совет руководителей таможенных служб государств — участников Содружества
- Совет руководителей торгово-промышленных палат государств — участников СНГ
- Совместная комиссия государств — участников Соглашения о сотрудничестве государств — участников СНГ в борьбе с незаконной миграцией от 6 марта 1998 года
- Совместная консультативная комиссия по вопросам разоружения
- Совместная рабочая комиссия государств — участников Соглашения о сотрудничестве по пресечению правонарушений в области интеллектуальной собственности
- Экономический совет СНГ
- Экономический суд СНГ
- Электроэнергетический Совет СНГ